# Риза Чалимбай
Риза Чалимбай (тур. Rıza Çalımbay, нар. 2 лютого 1963, Сівас) — турецький футболіст, що грав на позиції півзахисника. По завершенні ігрової кар'єри — тренер.
Протягом усієї клубної кар'єри виступав за «Бешикташ», у складі якого — шестиразовий чемпіон Туреччини та триразовий володар Кубка Туреччини. Є рекордсменом клубу за кількістю проведених матчів у Турецькій Суперлізі (494) та у всіх офіційних турнірах (645). Як тренер він є рекордсменом за найбільшою кількістю матчів, проведених будь-яким головним тренером у турецькій Суперлізі.

## Клубна кар'єра
У дорослому футболі дебютував 1980 року виступами за команду клубу «Бешикташ», кольори якої і захищав протягом усієї своєї кар'єри гравця, що тривала цілих сімнадцять років. Маючи невисокий зріст, але відзначаючись високою працездатністю на футбольному полі, отримав прізвисько Атомний Мураха (тур. Atom Karınca).
Більшість часу, проведеного у складі «Бешикташа», був основним гравцем, багаторічний капітан команди. Попри чисельні пропозиції з-за кордону лишився вірним стамбульському клубу і завершив кар'єру у статусі його живої легенди, провівши за цю команду 645 матчів в усіх турнірах, з них 494 — у чемпіонаті Туреччині, що є рекордними показниками серед гравців «Бешикташа».

## Виступи за збірні
У 1980 році дебютував у складі юнацької збірної Туреччини, взяв участь у 6 іграх на юнацькому рівні.
Протягом 1981–1984 років залучався до складу молодіжної збірної Туреччини. На молодіжному рівні зіграв у 8 офіційних матчах.
У 1981 році дебютував в офіційних матчах у складі національної збірної Туреччини. Протягом кар'єри у національній команді, яка тривала 12 років, провів у формі головної команди країни 38 матчів, забивши 1 гол.

## Кар'єра тренера
Розпочав тренерську кар'єру, повернувшись до футболу після невеликої перерви, 2001 року, очоливши тренерський штаб клубу «Гезтепе».
2003 року став головним тренером команди «Анкарагюджю», тренував команду з Анкари один рік.
Згодом у 2005 році очолював тренерський штаб клубу «Бешикташ».
У 2010 році прийняв пропозицію попрацювати у клубі «Сівасспор». Залишив сіваську команду 2013 року.
Протягом тренерської кар'єри також очолював команди клубів «Денізліспор», «Чайкур Різеспор», «Ескішехірспор», «Мерсін Ідманюрду», «Касимпаша» та «Антальяспор».
У 2017–2018 роках очолював тренерський штаб команди «Трабзонспор», а потім недовго працював із «Коньяспором».
10 червня 2019 року вдруге у кар'єрі очолив «Сівасспор». З командою став володарем Кубка Туреччини у 2022 році та приніс своїй команді перший великий кубок в історії. У матчі проти «Анкарагюджю» 20 березня 2023 року Чалимбай увійшов в історію, ставши тренером із найбільшою кількістю матчів в історії турецької Суперліги, провівши свою 622-гу гру на тренерській лаві, і побивши попередній рекорд Самета Айбаби, який керував 621 матчем у цьому турнірі. Влітку того ж року по завершенні сезону покинув клуб.
10 листопада 2023 року знову став головним тренером «Бешикташа», але вже 22 грудня покинув команду.

### Тренерська статистика
| Команда            | З                 | По             | Статистика | Статистика | Статистика | Статистика | Статистика |
| Команда            | З                 | По             | І          | В          | Н          | П          | % В        |
| ------------------ | ----------------- | -------------- | ---------- | ---------- | ---------- | ---------- | ---------- |
| «Гезтепе»          | 2001              | 2002           | 19         | 7          | 6          | 6          | 36,84      |
| «Денізліспор»      | 2002              | 2003           | 56         | 20         | 16         | 20         | 35,71      |
| «Анкарагюджю»      | 2003              | 2004           | 24         | 10         | 4          | 10         | 41,67      |
| «Чайкур Різеспор»  | 2004              | 2005           | 19         | 9          | 5          | 5          | 47,37      |
| «Бешікташ»         | 2005              | 2005           | 30         | 18         | 7          | 5          | 60,00      |
| «Анкараспор»       | 2005              | 2006           | 6          | 1          | 2          | 3          | 16,67      |
| «Чайкур Різеспор»  | 2007              | 2007           | 18         | 6          | 4          | 8          | 33,33      |
| «Ескішехірспор»    | 2008              | 2010           | 84         | 29         | 23         | 32         | 34,52      |
| «Сівасспор»        | 2010              | 2013           | 34         | 15         | 6          | 13         | 44,12      |
| «Чайкур Різеспор»  | 2013              | 2014           | 22         | 5          | 7          | 10         | 22,73      |
| «Мерсін Ідманюрду» | 2014              | 2015           | 45         | 18         | 10         | 17         | 40,00      |
| «Касимпаша»        | 2015              | 2016           | 39         | 15         | 10         | 14         | 38,46      |
| «Антальяспор»      | 2016              | 2017           | 34         | 17         | 8          | 9          | 50,00      |
| «Трабзонспор»      | 2017              | 19 травня 2018 | 31         | 16         | 8          | 7          | 51,61      |
| Коньяспор          | 2 серпня 2018     | 13 жовтня 2018 | 14         | 5          | 5          | 4          | 35,71      |
| Сівасспор          | 6 червня 2019     | 26 червня 2023 | 191        | 79         | 52         | 60         | 41,36      |
| Бешикташ           | 10 листопада 2023 | 22 грудня 2023 | 7          | 3          | 1          | 3          | 42,86      |
| Усього             | Усього            | Усього         | 739        | 302        | 198        | 239        | 40,87      |

## Титули і досягнення
Гравець
- Чемпіон Туреччини (6):

«Бешикташ»: 1981-82, 1986-87, 1989-90, 1990-91, 1991-92, 1994-95
- Володар Кубка Туреччини (3):

«Бешикташ»: 1988-89, 1989-90, 1993-94
- Володар Суперкубка Туреччини (4):

«Бешикташ»: 1986, 1989, 1992, 1994
Тренер
- Володар Кубка Туреччини (1):

«Сівасспор»: 2021-22